# Michel Penha
Michael (Michel) Penha (Amsterdam, 14 december 1888 – Los Angeles, 10 februari 1982) was een Amerikaans cellist van Nederlandse komaf.
Hij was zoon van diamantsnijder Moses/Maurice Penha en Susette Hollander en het gezin woonde enige tijd op Sarphatistraat 111 te Amsterdam. Zus Elly Penha was pianiste. Hij trouwde in december 1917 in Kosciusko County met de Britse Alice Harvey.
Hij was leerling aan het Conservatorium van de Maatschappij tot Bevordering der Toonkunst te Amsterdam en kreeg les van Isaäc Mossel, de Duitse cellist Hugo Becker in Frankfurt am Main en Franse cellist J. Salmon te Parijs. Een eerste eindgetuigschrift volgde in 1905.
In oktober 1907 zou hij als kamermusicus musiceren in de Kleine zaal van het Concertgebouw met de Deense zangeres Theodoro Salicath en de Franse pianiste Angelique Collard. Hij werd echter vervangen door Max Oróbio de Castro. Wel trok hij later met Collard het land in.
Hij trok vervolgens Europa in, maar ook Noord en Zuid-Amerika. In oktober 1909 werd melding gemaakt, dat hij zich had aangesloten bij het symfonieorkest in Nice. Of dit daadwerkelijk gebeurd is, is onbekend.
In 1909 vertrok hij naar de Verenigde Staten en belandde in New York. Hij maakte er deel uit van het pianotrio rond Carl Tollefsen, later had hij er zijn eigen trio.
Hij werd cellist bij het Philadelphia Orchestra (1920-1925) en was er ook docent aan het conservatorium van Leopold Stokowski. Aansluitend werd hij solocellist van de San Francisco Symphony Orchestra (1925-1926). Samen met altviolist Romain Verney uit Philadelphia maakte hij deel uit van diverse kamermuziekensembles en strijkkwartetten (California String Quartet, Abas String Quartet, San Francisco String Quartet etc.) Hij woonde enige tijd in Portland (Oregon) en musiceerde van daaruit; hij vestigde zich in Los Angeles, zou daar volgens Robijns/Zijlstra ook enige tijd docent zijn geweest aan het conservatorium en betrokken zijn geweest bij de Bach-Society in Pasadena (Californië). Hij was daar tevens studiomuzikant bij Metro-Goldwyn-Mayer.
Zijn spel is vastgelegd door enkele (historische) plaatopnamen.